# 歐洲之星
歐洲之星（英語：Eurostar）是一條連接英國倫敦聖潘克拉斯車站（2007年11月14日前為滑鐵盧車站）與法國巴黎（北站）、里爾與比利時布魯塞爾（南站）以及荷蘭阿姆斯特丹（中央車站）的高速鐵路服務。這種列車離開倫敦之後便跨越英倫海峽進入法國，在比、法、荷境內歐洲之星列車與法國TGV和Thalys使用相同的軌道，在英國境內則行走一段符合TGV標準的新軌道，這個已於2007年完工的兩階段計劃被稱為英法隧道連接鐵路。

## 現況

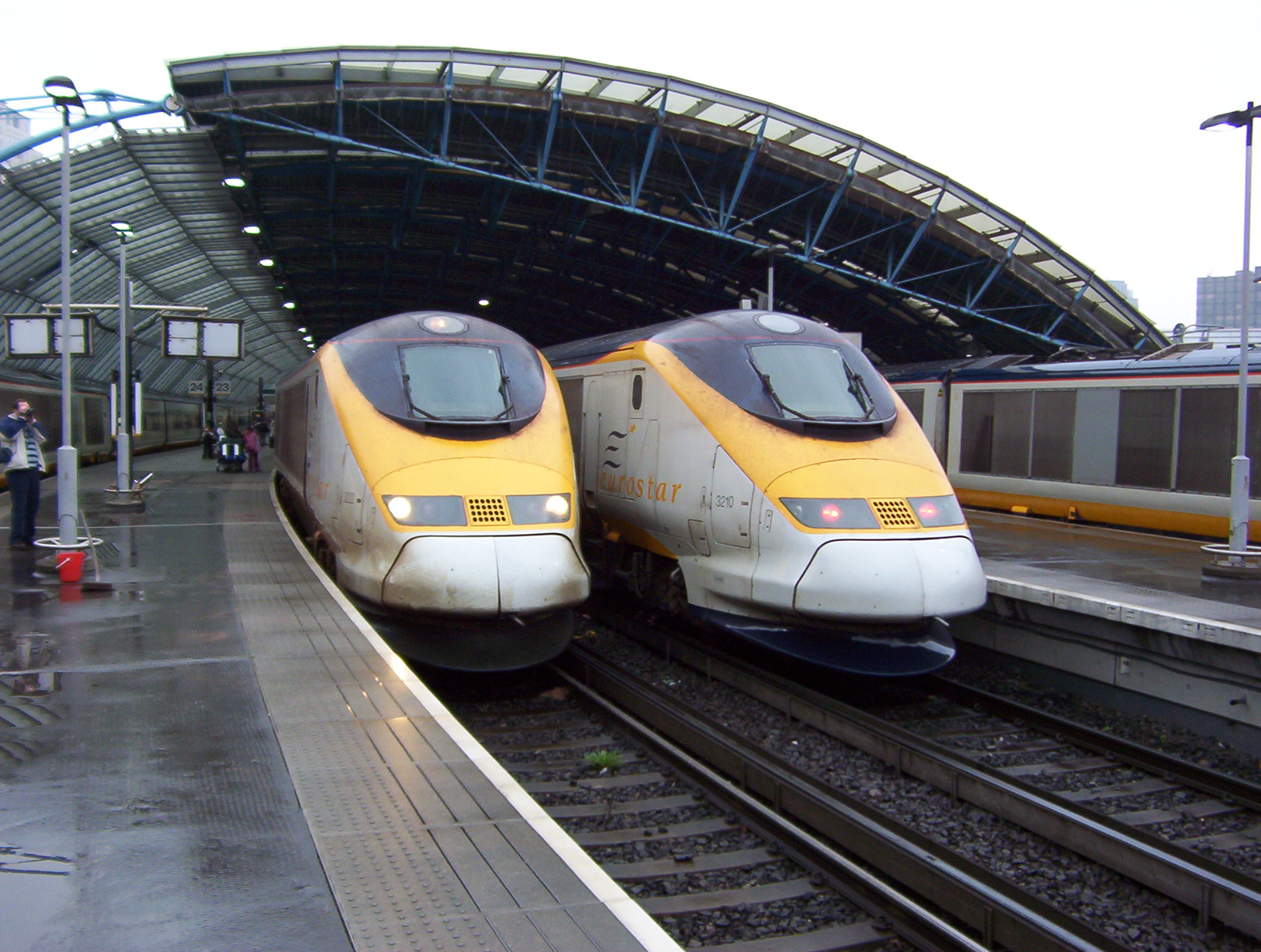
兩列正停在英國倫敦滑鐵盧國際火車站的歐洲之星列車。

第一班正式營運的歐洲之星列車是在1994年11月開始，在那之後，歐洲之星列車成為倫敦至巴黎鐵路路線之間最受歡迎的列車，在2004年11月時，歐洲之星的使用率佔了倫敦至巴黎路線的68%、與倫敦至布魯塞爾路線的63%。
在2007年11月14日之前，從倫敦到巴黎需要2小時35分鐘，而倫敦到布魯塞爾也只需2小時20分鐘。在海峽隧道連接鐵路的第二階段於2007年完工，並在該年11月通車之後，從倫敦到巴黎和布魯塞爾的時間分別減至2小時15分鐘和1小時51分鐘。除了加快行車速度之外，第二階段計劃的完工也顯著提高服務倫敦的班次，所有的歐洲之星列車都不會受到任何繁忙時間的限制或是軌道調度的問題，所以至少每小時可以增加8班雙向來往倫敦與歐洲大陸的班次。

## 歐洲之星路線
每天有9-15班歐洲之星往返於倫敦至巴黎及倫敦至布魯塞爾。由於營運公司以最低旅途時間為吸引乘客的賣点，每天至少有一班直達列车往返於三城之間。其餘班次在往返巴黎及布魯塞爾時，列車會在在里爾歐洲、加萊弗和丹站-法國北部（Calais-Fréthun）及阿薩福德國際車站-英國（Ashford International）三站會稍作停留。除了連倫敦、巴黎和布魯塞爾三城之間的班次外，還有往返倫敦至巴黎迪士尼樂園（马恩拉瓦莱-谢西站）的列車及到法國南部的季節性列車。
夏季有一班列車往返倫敦至法國阿維尼翁。冬季，有兩班倫敦至阿爾卑斯山圣莫里斯堡的列車。這兩班車適合滑雪愛好者。
自從第一班正式營運的歐洲之星列車是在1994年11月開始後，歐洲之星列車成為倫敦至巴黎鐵路路線之間最受歡迎的列車，在2004年11月時，歐洲之星的市場佔有率，在佔了倫敦至巴黎路線的68%。至於倫敦至布魯塞爾路線則佔了63%。為此已節省了393,000萬噸因短途飛行（即倫敦－巴黎及倫敦－布魯塞爾）所產生的二氧化碳，為降低溫室效應作出了不可抹煞的貢獻。也因為海峽隧道的運作，提供了許多就業機會，也令英法兩國的人民和遊客樂於使用這條高速鐵路，對於這條鐵路所帶來的經濟效益，是不容置疑的。
從2003年開始，從倫敦出發至巴黎稍微縮短至2小時20分鐘。另外，由倫敦出發至布魯塞爾也縮短至2小時35分鐘。在2007年11月，英國為提高巴黎和布魯塞爾的速度，開展了稱為海峽隧道連接鐵路的計劃，即在英國境內興建一段符合TGV標準的新軌道，這個分兩階段進行，已於2007年完工。完工後往巴黎和布魯塞爾的速度，可達至每小時300公里，除了加快行車速度之外，第二階段計劃的完工也顯著提高往來倫敦、巴黎和布魯塞爾的列車班次。所有的歐洲之星列車不會再受到任何繁忙時間的限制或是軌道調度的問題，所以至少每小時可以增加八班雙向來往倫敦與歐洲大陸的班次。
從2007年11月14號開始，歐洲之星列車將從滑鐵盧車站遷至聖潘可拉斯車站。而原來的聖潘可拉斯車站重建，並對月台進行延長工程，而国王十字車站則會讓長度達至394公尺的歐洲之星列車停泊。
最初公司計劃在歐洲之星列車撤出滑鐵盧車站後，保留一些現有的滑鐵盧國際終端服務，但基於成本問題，計劃已被擱置。前往英格蘭大陸的列車將保留在肯特郡西北面，倫敦東面的艾貝斯費特國際車站（Ebbsfleet International）服務。此車站預計於2009年後，將成為歐洲之星普及英國境內的轉運站，而且時速225公里行駛下17分鐘就能抵達聖潘克拉斯車站。
海峽隧道連接鐵路計劃（Channel Tunnel Rail Link），令內陸列車和國際線列車分開，提升速度。
2018年4月4日起，歐洲之星將加入營運前往阿姆斯特丹的列車。

## 機車車輛
- 每一列歐洲之星由20節車廂編組而成，長達394米（1293英尺），重達800噸，其中18節為客車廂（另有7列英國地方型的14節編組，可載794位乘客，但不在使用中）。若在長隧道（如海峽隧道）裡發生事故，列車可以迅速解連為兩部分從而加速疏散未受影響的車廂裡的乘客。
- 歐洲之星的最高時速是300公里（186英里），但在海峽隧道的最高時速是160公里（100英里）。
- 歐洲之星具有三套制動系統。首先，電動機可以轉換為發電模式提供再生制動；其次，每個轉向架有四個碟式煞車器；最後，每列列車都裝有直接作用於車輪的煞車片。若這三套制動系統聯合作用，可以在65秒内將時速300公里運行的列車煞停，期間列車將滑行約3.5公里。
- 每列歐洲之星列車具有一個以“3”（3xxx）開頭的四位數編號。這表示歐洲之星為TGV家族的“3”系列，另外“2”表示TGV-A系列，“1”為原來的TGV-PSE列車。
- 歐洲之星的第二位數表示購買（或擁有）歐洲之星的國家。30xx為英國，31xx為比利時，32xx為法國。英國地方型的歐洲之星為33xx。

## “地方歐洲之星”與“夜間之星”
一部分歐洲之星服務被原定為地方歐洲之星，直接服務於巴黎和布魯塞爾，從曼徹斯特（經西海岸幹線上的伯明翰）和格拉斯哥（經東海岸幹線上的愛丁堡、紐卡素和約克）。

## 其他
- 所有職員要會說流利英語或法語。職員通常會混用成皮欽語；部分於比利時的路段，服務員會使用荷法雙語。
- 火車運行速度由倫敦前往巴黎或布魯塞爾較曼徹斯特為快。等到CTRL完成後，歐洲之星運行倫敦到布魯塞爾全程比倫敦到多佛爾港的普通車輛還快。
- 位於曼徹斯特的特設車站是為地方歐洲之星服務專門設立的。該站一側非常恰當地寫著“歐洲之星在此”（"Le Eurostar habite ici" - "The Eurostar Lives Here"），並保留了許多年。該站直到2005年由西門子接管後才開始運營。
- 歐洲之星駕駛室的擋風玻璃相比TGV等其他高速列車顯得非常小，這是為了消除列車在高速通過那些隧道的21分鐘裏對駕駛員產生的催眠效應。
- 為了節省時間，通關手續常常可以在出發站安檢後由目的國完成（即一地兩檢），以便乘客們到達後可以很方便地下車及出站。位於倫敦聖潘可拉斯車站的法國警察機關，相當於巴黎、布魯塞爾歐洲之星車站的英國移民機關。但這種制度有時會因政治事件而取消。
- 歐洲之星由全速運行至停止使用加速及電阻制動器耗費的能量超過20英鎊。
- 在倫敦的北極車廠約一哩長的路段內，職員在工作使用自行車。
- 由於車廂設計的原因，歐洲之星只有一等車廂中部設有可以容納輪椅無障礙廁所。
- 法國車票由SNCF發售，比利時由NMBS/SNCB發售，英國由Eurostar發售。
- CTRL通車後，從加來到倫敦的通勤服務計劃已開通。這使加來-倫敦及加來-阿什福德間的行程分別縮短至1小時以內及大約45分鐘。法國也擁有Peterborough、Leicester和Brighton間的通勤線路。
- 38程的歐洲之星之旅約2000歐元。每當乘坐38次歐洲之星，乘客都可以獲得一張免費乘坐歐洲之星經濟客位的車票。
- 巴黎的Le Landy是唯一可以同時見到TGV 1型（Méditerranée），TGV 2型（TGV大西洋號），TGV 3型（歐洲之星）和TGV 4型（Thalys）的車站。

## 組織
歐洲之星的各種服務由歐洲之星集團統一管理，以下是歐洲之星各國的成員公司：
- 比利時— NMBS/SNCB
- 法國— SNCF
- 英國— 歐洲之星國際有限公司

## 參看
- 毅進歐洲之星
- TGV

## 外部連結
- 歐洲之星網站 （页面存档备份，存于）